# شهرستان شلبی (تگزاس)

موقعیت شهرستان در ایالت تگزاس

شلبی یکی از شهرستان‌های ایالت تگزاس می‌باشد.
این شهرستان در شرق این ایالت است.
جمعیت این شهرستان در سال ۲۰۱۰ میلادی معادل ۲۵٬۴۴۸ نفر بود.

## نگارخانه

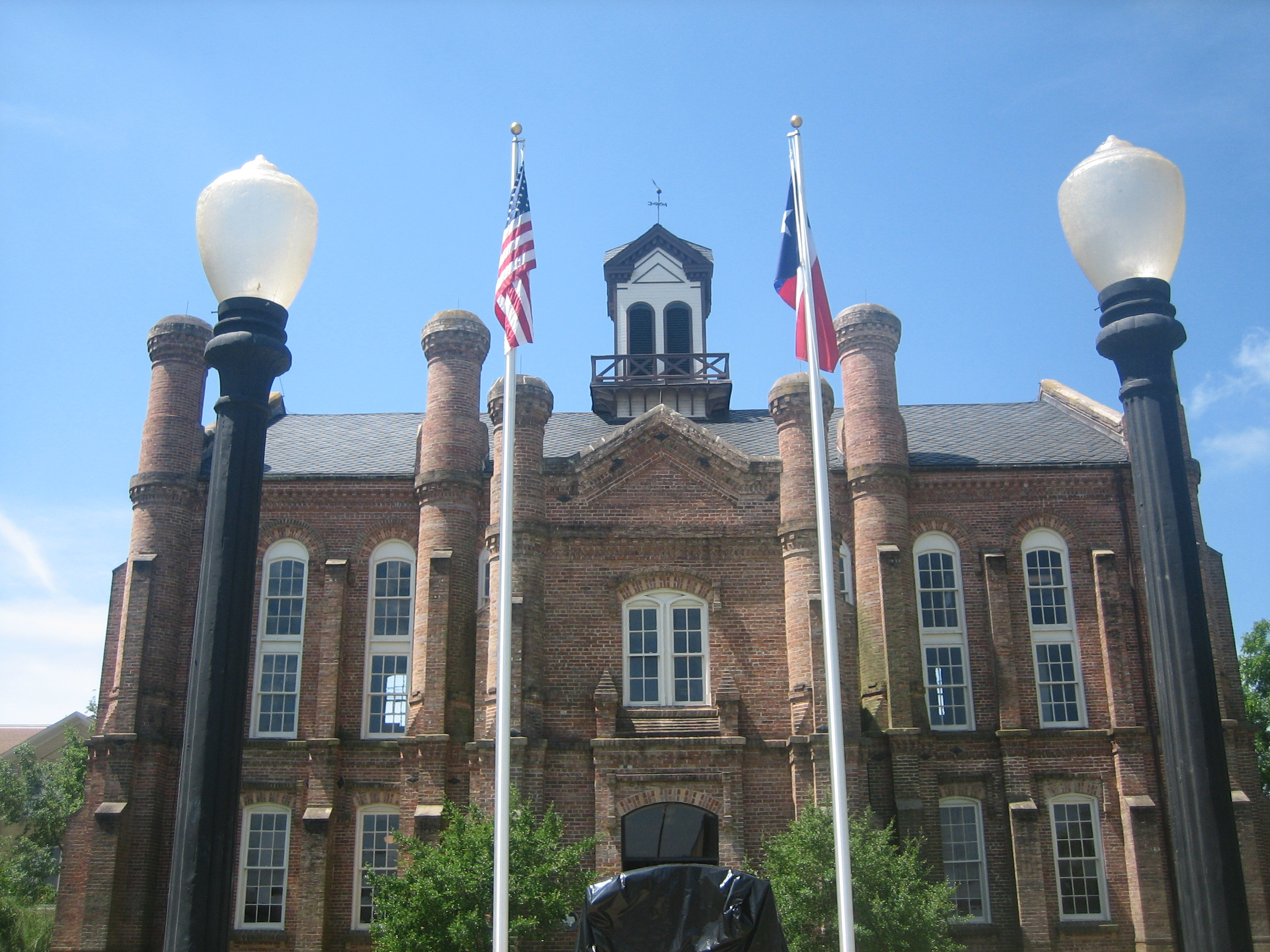
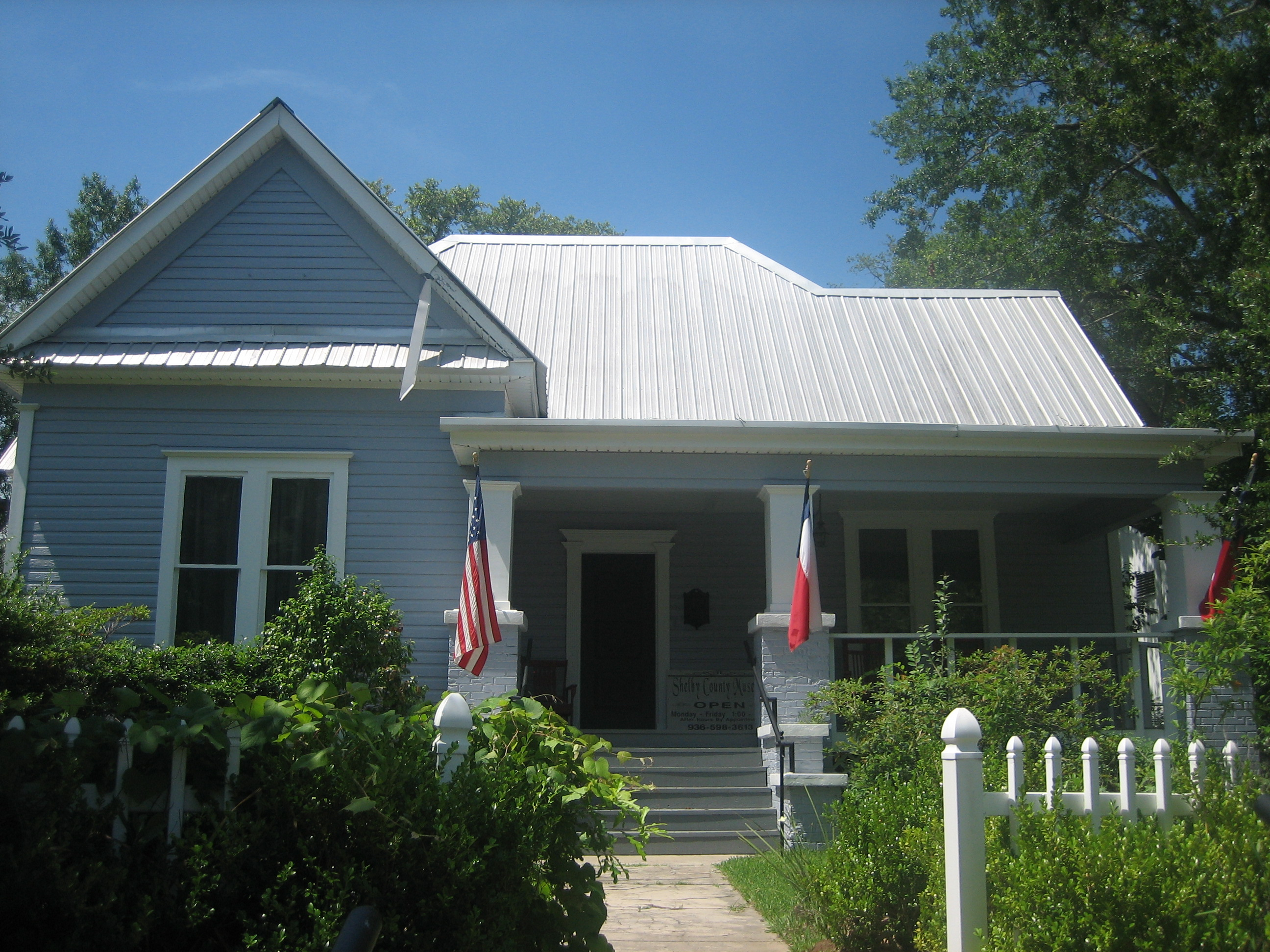
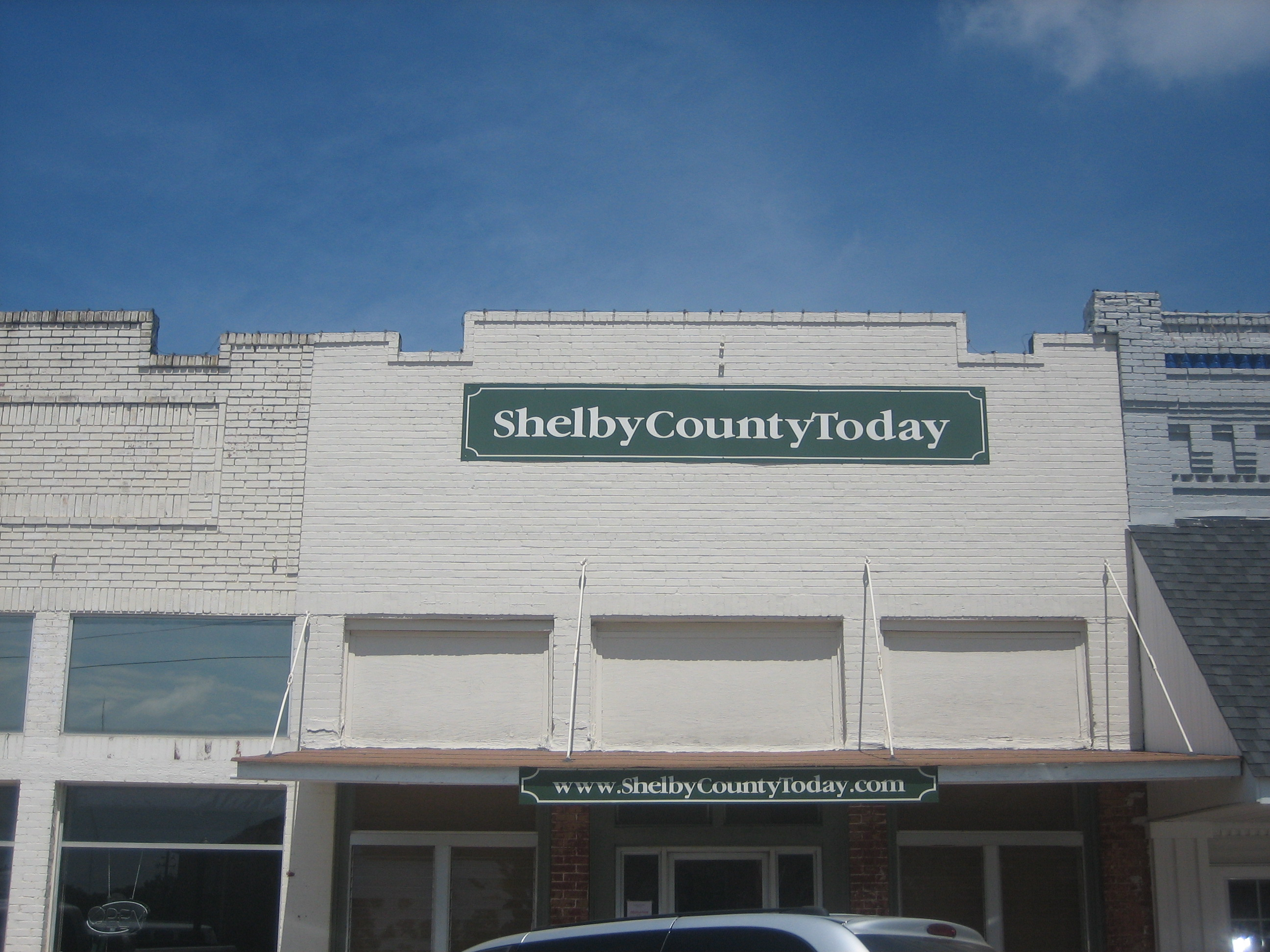
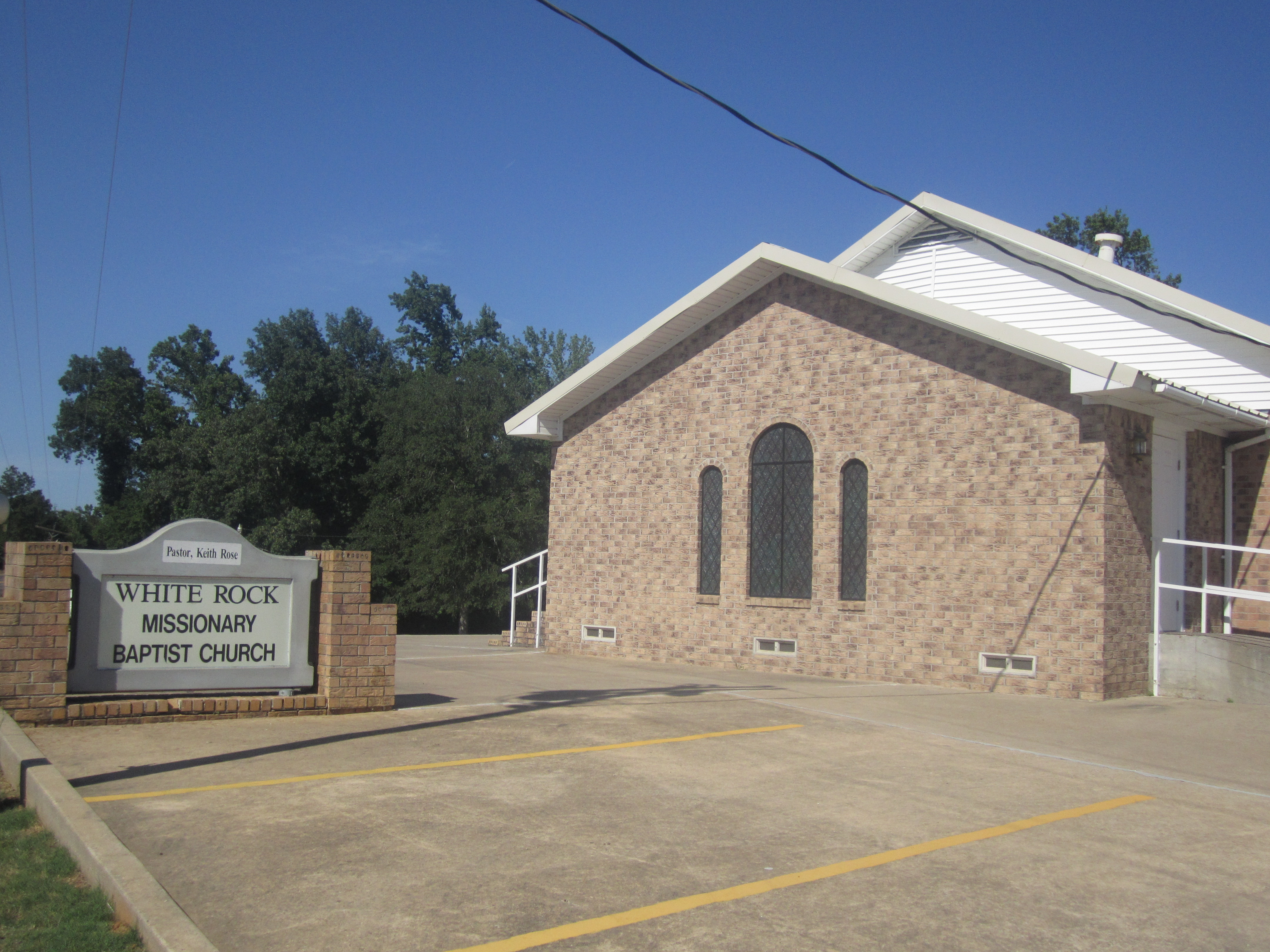